# Hun (Libia)
Hun (arab. ‏هون‎, Hūn) – miasto w środkowej Libii, siedziba administracyjna gminy Al-Dżufra, w odległości 240 km na południe od Syrty i 272 km na północ od Sabhy. Najbliższymi miejscowościami są duże pustynne oazy Waddan i Sokna. W 2010 roku Hun zamieszkiwało ok. 30,7 tys. mieszkańców.
Miasto otoczone jest rozległymi, czarnymi wzniesieniami bazaltowymi oraz piaszczystymi wydmami.